# Baños árabes de Santa María (Córdoba)
Los baños árabes de Santa María, ubicados en Córdoba, Andalucía, España, fueron unos baños de uso público los cuales constituyen uno de los pocos ejemplos conservados de un tipo de edificio muy popular y abundante en la Córdoba musulmana, con perduraciones en la cultura cristiana de época moderna. Fue declarado Bien de Interés Cultural el 30 de abril de 2001 y forma parte del centro histórico de Córdoba que fue declarado Patrimonio de la Humanidad por la Unesco en 1994.
Su acceso principal es por la calle Velázquez Bosco, números 8-10, aunque también tiene entrada por la calle Céspedes, número 11. Fueron edificados en época califal y rehechos en el siglo xiv por alarifes mudéjares. En la actualidad, las partes mejor conservadas de los antiguos baños son tres salas abovedadas correspondientes al «frigidarium», el «tepidarium» y el «caldarium», así como el aljibe. 

## Historia
La primera mención a este edificio aparece en 1262 en un escrito de compraventa colindante, mientras que aparece referido como «baño de Santa María» por primera vez una década más tarde. Por lo tanto, no aparece en ninguna fuente islámica anterior, sino que todas son posteriores a la conquista de la ciudad por parte de Fernando III de Castilla, quien los cedió a la Casa de Córdoba, concretamente a Domingo Muñoz el Adalid. En 1380, el entonces señor de dicha casa cedió la propiedad de los baños al Cabildo de Córdoba, a cambio de una restauración urgente en el mismo. Los responsables de varias modificaciones acometidas en ellos en 1329 fueron dos alarifes mudéjares que fabricaron una nueva caldera. Las últimas obras de las que hay constancia datan de 1524, cuando se volvió a reparar la caldera aprovechando restos de la caldera de los baños árabes de San Pedro. La explotación de los baños la cedió pronto el Cabildo a particulares; una vez abandonado su uso como baños, al Cabildo lo arrendó como casa de vecinos. El documento más antiguo de arrendamiento como vivienda data de 1611.
Finalmente en el siglo XVIII se acometió la reforma que supuso la destrucción de la bóveda de cañón del tepidarium para convertir la estancia en patio, así como la elevación de la cota original del suelo, la supresión de dos columnas y la apertura de una puerta a la calle Velázquez Bosco. A mediados del siglo XIX la titularidad pasó a manos de los condes de Cañete de las Torres, hasta que el conde Enrique Cañas y Velasco falleció en 1969 y decidió legar la mitad de su propiedad a los Hermanos de San Juan de Dios y la otra mitad acabó en manos del Ministerio de Hacienda. Posteriormente, Rafael Bustos y su esposa adquirieron el inmueble en el año 2000. Y unos años más tarde pasaron a ser gestionados por la empresa Arte y Sabores de Córdoba para ofrecer espectáculos de flamenco en los antiguos baños, aunque, tras la pandemia del covid-19, se vieron obligados a clausurar el servicio en 2021.
En mayo de 2021 los baños de Santa María pasaron a manos del grupo Doble de Cepa, quienes reabrieron el espacio al público el 2 de agosto del mismo año, permitiendo las visitas turísticas durante el horario diurno, mientras que por la noche ofrecen una experiencia gastronómica. Se encuentra abierto todos los días excepto los martes.

## Descripción
- La sala fría o «frigidarium» no se encuentra abierta al público, sino que se conserva enmascarada entre las reformas acometidas de la casa. Se corresponde con una estancia cubierta con bóveda de medio cañón que se conserva integrada dentro de la vivienda actual y compartimentada en varias habitaciones.[3]

- La sala del «tepidarium» o zona templada es en la actualidad un patio cuadrado de 7,5 m de lado con galerías sustentadas por ocho columnas, que soportan arcos de herradura, pintados al menos desde 1920 según fotografías del Archivo Municipal con alternancia de amarillo y rojo, al estilo de la Mezquita-catedral, y bóvedas de medio punto perforadas por lucernas troncopiramidales. Los capiteles de las columnas son de acarreo excepto uno, que es visigótico, los demás son todos de época califal con labor de atauriques, los denominados capiteles de avispero. Se conservan bien los cimacios que coronan estos capiteles, algunos de ellos musulmanes y otros visigóticos. En las galerías norte y sur destaca un compartimento enmarcado por dos arcos de herradura que podría tratarse de un diván o una piscina. Junto a él un pozo y en el muro un cubículo que podría corresponder a otra piscina. La techumbre de esta sala fue derruida en el siglo XVIII y se elevó el nivel del suelo medio metro para esconder los restos de una alberca islámica. Actualmente se accede por esta sala, aunque la original sería por la sala fría.[3]

- El «caldarium» o zona caliente es una sala rectangular de 10,3 por 3,1 m con muros en los que se combina el ladrillo y el sillar de piedra y cubierta por bóveda de cañón de piedra. En la bóveda se abren tres órdenes de lucernas, de sección cuadrangular, actualmente cegados. En su lado oeste se abren a cada extremo dos arcos de herradura que originalmente enmarcaban los cubículos ocupados por sendas piscinas, uno se encuentra totalmente cegado, el otro parcialmente, conservando restos de estucado rojo y, entre ambos, un vano enmarcado por un doble arco que abre a una estrecha galería abovedada de 6 m de longitud y 1,8 m de anchura, que conduce hasta un aljibe o pozo elíptico de 10 m de profundidad. Este aljibe sirvió para abastecer de agua a los baños, posiblemente mediante el empleo de una noria de tracción animal.[3]